# Michael Williams (skådespelare)
Michael Leonard Williams, född 9 juli 1935 i Liverpool, Merseyside, död 11 januari 2001 i Hampstead, London, var en brittisk skådespelare.

## Rollista i urval
- 1962 – Processen mot Jeanne d'Arc
- 1967 – Marat-Sade
- 1970 – Familjen Ashton (TV-serie)
- 1971 – Elizabeth R (TV-serie)
- 1981–1984 – Just en snygg historia (TV-serie) (26 avsnitt)
- 1982 – Enigma
- 1983 – Timmarna med Rita
- 1984 – En soldats historia
- 1989 – Henrik V
- 1999 – Tea with Mussolini